# Phagocata gracilis
Phagocata gracilis is een platworm (Platyhelminthes). De worm is tweeslachtig. De soort leeft in of nabij zoet water.
Het geslacht Phagocata, waarin de platworm wordt geplaatst, wordt tot de familie Planariidae gerekend. De wetenschappelijke naam van de soort werd, als Planaria gracilis, voor het eerst geldig gepubliceerd in 1840 door Haldeman.

## Synoniem
- Phagocata subterranea Hyman, 1937[1]
  - Fonticola subterranea (Hyman, 1937)